# Renaud Barbaras
Renaud Barbaras (geboren in 1955 te Parijs) is een Franse filosoof, afgestudeerd aan de 'École normale supérieure de Saint-Cloud'. Momenteel geeft hij les in hedendaagse filosofie aan 'Université Paris 1 Panthéon-Sorbonne'.
Zijn interesse gaat uit naar de fenomenologie en vooral naar het denken van Edmund Husserl, Maurice Merleau-Ponty en Jan Patočka. Zijn recentste werken zijn voornamelijk gewijd aan problemen rond wat hij noemt de 'fenomenologie van het leven' (phenomenologie de la vie).

## Voornaamste publicaties
- De l'être du phénomène. Sur l'ontologie de Merleau-Ponty, Grenoble, J. Millon, « Krisis », 1991.
- La Perception. Essai sur le sensible, Paris, Hatier, « Optiques, Philosophie », 1994. Rééd. Paris, Vrin, 2009.
- Merleau-Ponty, Paris, Ellipses, « Philo-Philosophes », 1997.
- Le tournant de l'expérience. Recherches sur la philosophie de Merleau-Ponty, Paris, Vrin, « Histoire de la philosophie », 1998.
- Le désir et la distance. Introduction à une phénoménologie de la perception, Paris, Vrin, « Problèmes et controverses », 1999.
- Vie et intentionnalité. Recherches phénoménologiques, Paris, Vrin, 2003.
- Introduction à la philosophie de Husserl, Éditions de la Transparnce, 2004.
- Le mouvement de l'existence. Études sur la phénoménologie de Jan Patocka, Éditions de la Transparence, 2007.
- Introduction à une phénoménologie de la vie, Paris, Vrin, 2008.